# 正投影日晷

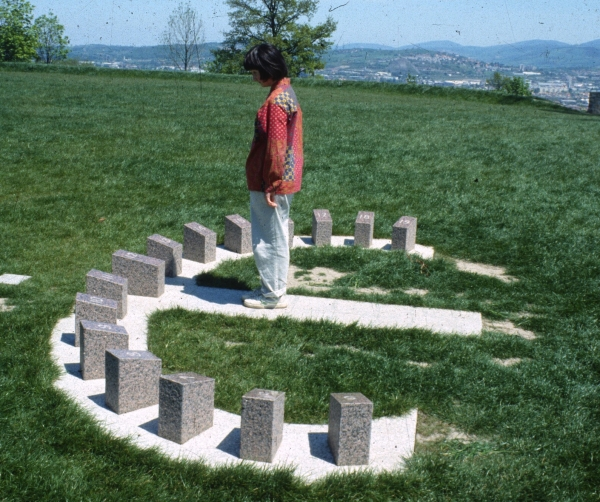
在法國聖艾蒂安的正投影日晷，以使用者的頭當晷針，投影在晷面上顯示時間。

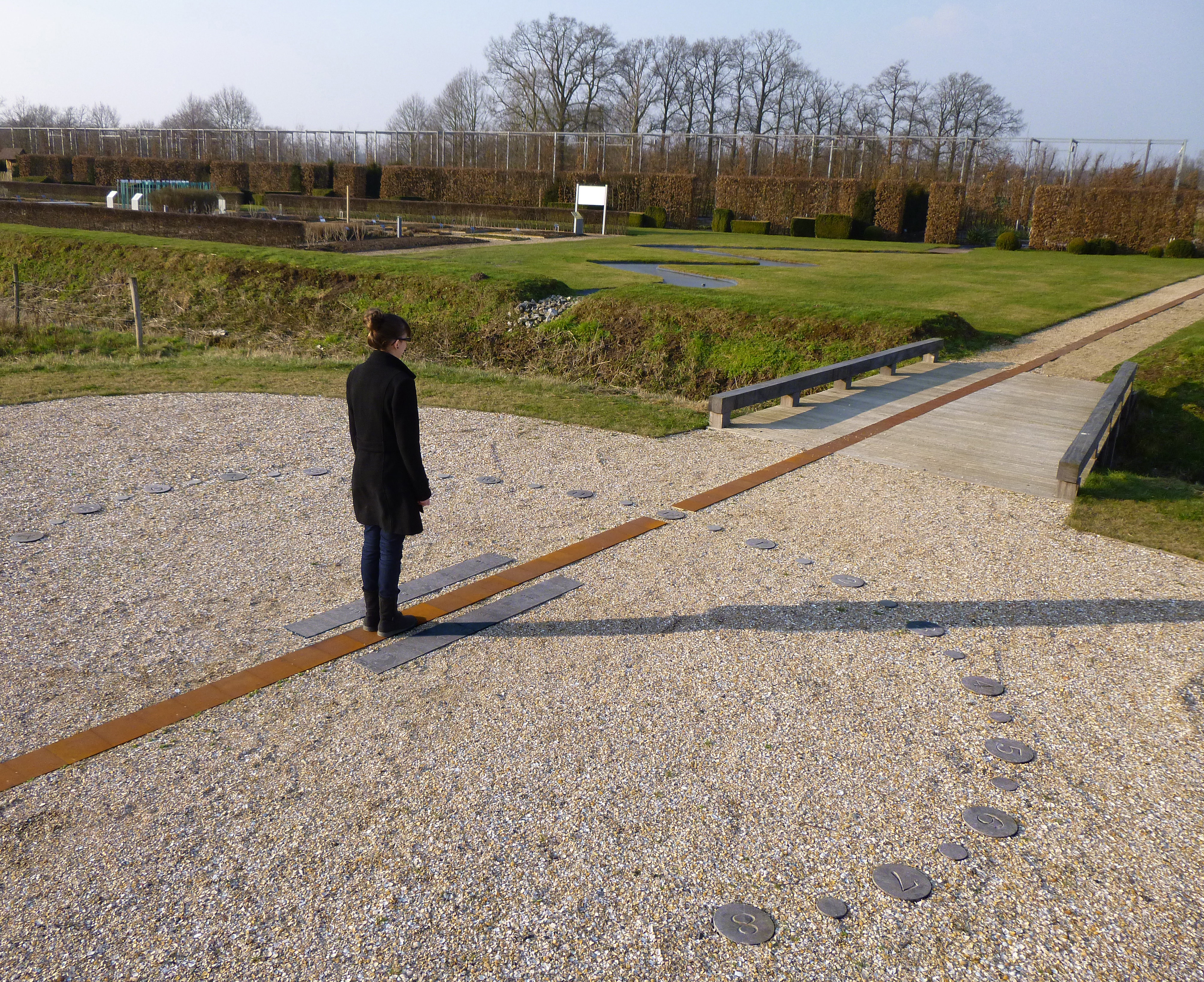
在比利時佛蘭德斯的哈瑟爾特荷肯路德修道院花園裡，設置在子午線上的正投影日晷。

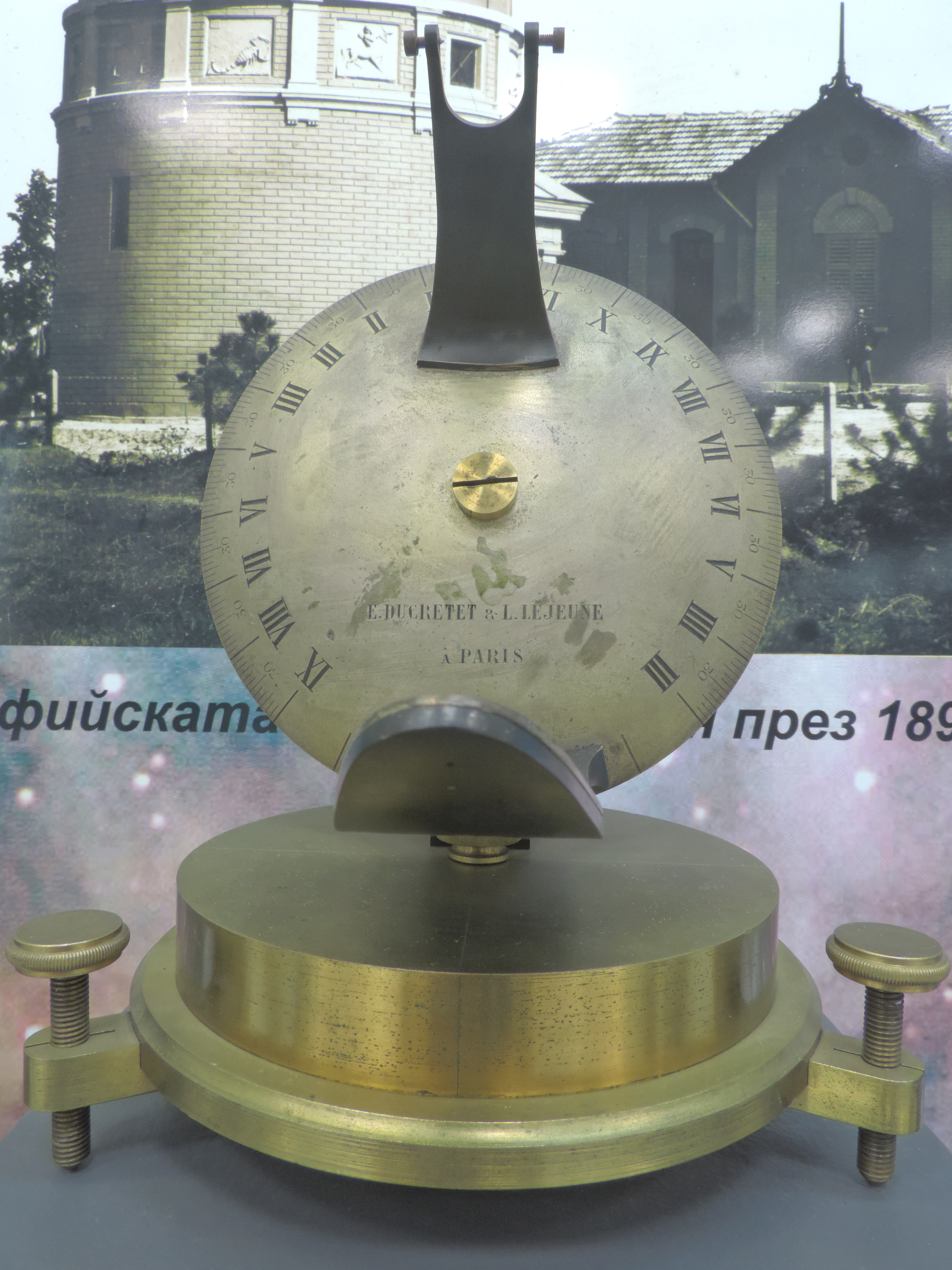
展示在保加利亞首都索非亞國家工藝博物館，於19世紀末製作的正投影日晷。

正投影日晷是地平日晷中的一種，它的晷針垂直於地面，時間的標示點位於橢圓的圖形上。晷影器不在一個定點上，而必須隨著日期改變位置，才能正確的顯示當天的時間。因此，晷面上沒有時間的分畫線，只有在橢圓上才有時間的標示點。如同大多數的日晷，正投影日晷標示的是真太陽時。一個正投影日晷的完整定義（規範）如下：
1. 橢圓的尺寸：由設計者選擇。
2. 所在位置的緯度：用以確定橢圓上的時間刻度位置。
3. 太陽的赤緯：確定晷影器每一天的位置。

正投影日晷通常被設計成以人體當作晷影器來顯示時間。在這種情況下，橢圓的大小和時間的標記必須依據人的身高和地理緯度來設計 －－因為以人作為晷影器的投影必須落在橢圓的圖形上，才能準確的指示出當時的時間。在低緯度的地區，以人影當晷影器的正投影日晷並不實用。因為在夏至的正午時，一個身高66英寸的人，在緯度27度之處，影子只有4英寸長。
在英文，以日行跡的形容詞描述這種日晷會造成誤導，因為在正投影日晷的設計中並沒有用到日行跡或均時差的變化。Mayall認為英文所以稱為 analemmatic sundial就是暗示這是與日行跡沒有關聯的日晷，在法國布赫（Bourg-en-Bresse）的布赫教堂前方的日晷就是錯誤的使用日行跡的一個例子。羅爾（Rohr）指出，晷影器（晷針）流離失所的不在子午線上，而存在於日行跡的8字形上就是一個錯誤。

## 結構
正投影日晷使用的晷針是垂直的，時間線是圓形赤道日晷的時間線投影在晷面上。因此，正投影日晷是橢圓形的，它的短軸指向南北方向，長軸指向東西方向；此外，長軸與短軸的比例等於當地地理緯度的正弦值（sin(Φ)）。所有的時間線收斂在橢圓的中心點上；時間線相對於正午時間線的角度由下式給出：
{\displaystyle \tan \theta ={\frac {\tan(15^{\circ }\times t)}{\sin \phi }}}
此處的t是時間，單位為正午前或後的小時數值。但是，晷針並不是永遠豎立在時間線的中心點上，相反的，若要顯示正確的時間，晷針必須在不同的日期移動至子午線上不同的位置：
{\displaystyle Y=W\cos \phi \tan \delta \,}
此處的W是橢圓的半短軸，δ是太陽在一年當中當時的赤緯。赤緯是太陽與天球赤道相距的角度，在春分和秋分的分點，δ=0；在夏至和冬至的至點，大約是±23.5°。
| 月份 | 一月                                       | 二月  | 三月 | 四月 | 五月 | 六月 | 七月  | 八月 | 九月 | 十月 | 十一月 | 十二月 |
| ---- | ------------------------------------------ | ----- | ---- | ---- | ---- | ---- | ----- | ---- | ---- | ---- | ------ | ------ |
| 赤緯 | -23.13                                     | -17.3 | -8   | 4.25 | 15   | 22   | 23.00 | 18   | 8.50 | -2.9 | -14    | -21.7  |
|      | 每月第一天的平均位置。這就不受閏年的影響。 |       |      |      |      |      |       |      |      |      |        |        |

## 外部連結
- Analemmatic sundial generator （页面存档备份，存于）
- Analemmatic and Horizontal Sundials of the Bronze Age （页面存档备份，存于）
- History and principle of analemmatic sundials （页面存档备份，存于）
- Sun declination tables (mean) （页面存档备份，存于）